# Allobates myersi
Allobates myersi (Pyburn, 1981) è un anfibio anuro appartenente alla famiglia degli Aromobatidi.

## Etimologia
L'epiteto specifico è stato dato in onore di Charles William Myers dell'American Museum of Natural History per la sua innovativa ricerca nella sistematica dei dendrobatidi.

## Distribuzione e habitat
È endemica della Colombia. Essa si verifica a 200 m di altitudine nei dipartimenti di Amazonas, di Vaupés e Caquetá. La sua presenza in Perù e in Brasile è incerta.